# Niels Otto Christensen
Niels Otto Christensen (1. září 1917, Davos – 19. března 2003, Dánsko) byl dánský právník, státní úředník a guvernér Grónska.

## Životopis
V roce 1942 Christensen vystudoval práva na Kodaňské univerzitě. V roce 1945 pracoval jako tajemník v grónské správě. V roce 1946 byl jmenován právníkem grónského Nejvyššího soudu. O rok později převzal od Carla Frederika Simonyho (1909–1983) prozatímní správu Severního Grónska, které spravoval až do roku 1950. V tomto roce byly obě kolonie, Severní a Jižní Grónsko, sjednoceny a Poul Hugo Lundsteen (1910-1988) se stal prvním grónským guvernérem. Christensen, který byl v roce 1949 členem Grónské komise, se v roce 1950 stal vedoucím účetního oddělení úřadu v guvernérství. Christensen se zajímal nejen o Kalaallity, kteří byli v jeho péči, ale také o kanadské Inuity. Důvodem byla skutečnost, že kanadský geograf Trevor Lloyd (1906–1995) pozval v roce 1951 Christensena a jeho ženu na delší cestu do Kanady, během níž se setkal i s původními obyvateli.
Teprve v roce 1955 se vrátili do Grónska a hostili mladého amerického ekonomického geografa Donna Haglunda, který psal disertační práci o ekonomické situaci Nuuku a později se stal profesorem na univerzitě v Milwaukee. V letech 1955 až 1956 Christensen opět dočasně převzal úřad guvernéra po Lundsteenovi. V roce 1957 se stal vedoucím kanceláře ministerstva Grónska. V letech 1957 až 1962 byl členem Grónského výboru pro sociální výzkum. V letech 1958 až 1962 byl členem Grónského legislativního výboru a v letech 1960–1962 členem Rady pro námořní a leteckou záchranu. Nakonec byl v letech 1962 až 1972 potřetí guvernérem, takže jeho celková služba trvala 14 let. V 55 letech musel ze zákona odstoupit z funkce a nahradil jej Hans Lassen.
Během jeho funkčního období došlo na Christensenovu radu ke změně zákona, podle níž se místo člena Grónské zemské rady změnilo na voleného člena zemské rady. V roce 1967 se tak jejím prvním předsedou stal Erling Høegh. V letech 1962 až 1972 byl členem Grónské rady církví. V letech 1963 až 1967 byl členem představenstva společnosti Grønlandsfly. V letech 1967 až 1971 byl předsedou správní rady Grónského národního muzea. Od roku 1973 působil jako tajemník na ministerstvu obchodu, kde byl zodpovědný za dánské hospodářské vztahy s NDR. V letech 1976 až 1983 byl ředitelem Arktického institutu. V letech 1977 až 1988 byl členem Královské grónské nadace. Byl také předsedou grónské školní rady, rozhlasové rady a městské dozorčí rady, dlouholetým členem rady pro vzdělávání, mezinárodního arktického výboru a čestným členem a dopisujícím guvernérem Arktického institutu Severní Ameriky. Jeho zájem o sport ho přivedl na post předsedy Grónské sportovní federace.
V roce 1961 byl jmenován rytířem Řádu Dannebrog, v roce 1967 rytířem 1. třídy, v roce 1972 komandérem a v roce 1987 Dannebrogmandem. V roce 1981 ho královna Markéta II. jmenovala komořím. V roce 2001 obdržel pamětní medaili královny Ingrid. Zemřel 19. března 2003.